# Iglopiewis
Iglopiewis (lit. Ilgapievis) – wieś na Litwie, w okręgu uciańskim, w rejonie jezioroskim, w starostwie Turmont.
Inna nazwa miejscowości Igłapiowce.

## Historia
W czasach zaborów w granicach Imperium Rosyjskiego.
W dwudziestoleciu międzywojennym wieś leżała w Polsce, w województwie nowogródzkim (od 1926 w województwie wileńskim), w powiecie brasławskim, w gminie Smołwy.
Według Powszechnego Spisu Ludności z 1921 roku zamieszkiwało tu 7 osób, wszystkie były wyznania rzymskokatolickiego i zadeklarowały polską przynależność narodową. Był tu 1 budynek mieszkalny. 